# Vuelo tu medida
«Vuelo tu medida» —título original: «Convenience Airways»— es el octavo episodio de la trigésimo sexta temporada de la serie de televisión animada estadounidense Los Simpson, y el 776 en total. Se emitió en los Estados Unidos en Fox el 8 de diciembre de 2024. El episodio fue escrito por Loni Steele Sosthand y dirigido por Rob Oliver.
En este episodio, la familia Simpson vuela a una reunión familiar con un grupo de pasajeros revoltosos, siendo una audiencia en el Congreso la parte que enmarca el episodio. Kate Berlant, John Early y John Pirruccello actuaron como estrellas invitadas. Recibió críticas positivas.

## Trama
En una audiencia del Congreso, Marge y Homer recuerdan su experiencia de volar en Convenience Airways con sus hijos en un viaje familiar a una reunión de la familia Bouvier.
Deben volar con la aerolínea porque Homer tiene prohibidas todas las demás aerolíneas por sus diversas infracciones. Marge hace prometer a Homer que se portará bien. Como el vuelo está sobrevendido, la familia debe sentarse por separado, pero Marge es ascendida a primera clase y se queda dormida en su asiento. Homer se sienta en un asiento del medio junto al hombre de las historietas. A Bart le molesta la poca [{Auxiliar de vuelo|comicidad del azafato]] Joel. Maggie se sienta con Lisa, que intenta enseñarle trivialidades sobre jazz, para irritación de ella. Homer envía un mensaje de texto a Marge para que le ayude a lidiar con los pasajeros revoltosos, pero Marge, que duerme, no responde.
En la audiencia, el consejero delegado de Convenience Airways, Warren Wingspan, confirma que su modelo de negocio consiste en ocuparse de pasajeros indisciplinados expulsados de otras aerolíneas.
En el vuelo, Homer pide ayuda a una azafata para lidiar con el molesto comportamiento de Comic Book Guy, pero éste desaparece de repente. Cuando los aparatos electrónicos de Bart se quedan sin energía, éste discute con Joel. Bart se encierra en el lavabo con el interfono para burlarse de Joel, pero desaparece. Lisa le pone unos auriculares a Maggie para que toque jazz, pero ella llora. Lisa le entrega Maggie a Homer. El llanto de Maggie enfada a los demás pasajeros. Cuando Maggie necesita que le cambien el pañal, van a primera clase, donde Krusty el Payaso y Drederick Tatum se están peleando. Maggie gatea y coge la bolsa de pañales junto a Marge y van al lavabo a cambiarle el pañal. Cuando salen, todos los pasajeros han desaparecido. Homer exige a la azafata que le explique lo sucedido y cae por una trampilla a una prisión bajo la cabina, dejando atrás a Maggie.
En la vista, Warren Wingspan dice que los pasajeros fueron advertidos sobre la prisión durante el vídeo de seguridad antes del despegue. En la prisión, los pasajeros intentan escapar mientras Homer le envía a Marge un mensaje de despedida por si muere. Maggie, que ha ido a ver a Marge dormida, envía a Homer emojis desde su teléfono. Pensando que Marge le está diciendo que sea menos egoísta, les dice a los pasajeros que sean civilizados y decentes. Tras expresar su remordimiento, los pasajeros son liberados y vuelven a sus asientos. Completan el vuelo sin más incidentes.
Una vez terminada la historia, la Sra. Clark hace que se apruebe el sistema de prisión de la aerolínea para que lo utilicen todas las compañías aéreas, al tiempo que considera justificadas las acciones de Convenience Airways, a pesar de las protestas de Marge al verse atrapada.

## Producción
Los guionistas vieron la película de 1997 Con Air para preparar el episodio. Los animadores incluyeron al personaje Cameron Poe de la película como prisionero en el episodio. Como parte de la investigación de la guionista Loni Steele Sosthand para el episodio, consultó a una amiga, que es azafata de vuelo, quien le habló de una sesión de control de esfínteres a bordo que inspiró una escena similar en el episodio. La reunión de la familia Bouvier también se inspiró en un encuentro de la familia de Sosthand.
Kate Berlant actuó como estrella invitada en el papel de Mujer estresada. John Early actuó como invitado en el papel de Joel. El personaje debe su nombre al productor Joel H. Cohen, que escribió un relato corto que inspiró la trama con la azafata. John Pirruccello interpreta a Warren Wingspan, director general de Convenience Airways.